# Euhelopodidae
Euhelopodidae é uma família de dinossauros saurópodes que inclui o gênero Euhelopus. Todos os euelopodídeos conhecidos viviam no que hoje é o leste da Ásia. O nome da família foi proposto pela primeira vez pelo paleontólogo americano Alfred Sherwood Romer em 1956. Os quatro gêneros Chiayusaurus, Omeisaurus, Tienshanosaurus e Euhelopus foram as euelopodinas originais propostas (subfamília Euhelopodinae). Outros gêneros como Mamenchisaurus e Shunosaurus foram anteriormente colocados dentro desta família, mas estes são agora considerados como mais saurópodes basais.
Michael D'Emic (2012) formulou a primeira definição filogenética de Euhelopodidae, definindo-a como o clado que contém "neossauropodes mais estreitamente relacionados com o Euhelopus zdanskyi do que com o Neuquensaurus australis".